# 青竹湖街道
青竹湖街道，原为青竹湖镇，是中华人民共和国湖南省长沙市开福区下辖的一个乡镇级行政单位。2015年11月19日，青竹湖镇和新港街道成建制合并设立青竹湖街道。

## 行政区划
青竹湖街道下辖以下地区：
青竹湖畔社区、太阳山社区、霞凝社区、天井社区、群力社区、金盆丘社区、植基社区和新源社区。